# Clive Rush
Clive Harold Rush (* 14. Februar 1931 in De Graff, Ohio; † 22. August 1980 in London, Ohio) war ein US-amerikanischer American-Football-Spieler und -Trainer. Er spielte eine Saison auf der Position des Ends, des Defensive Backs und des Punter für die Green Bay Packers in der National Football League (NFL).

## Spielerkarriere
Rush spielte zwischen 1950 und 1952 College Football an der Miami University für die Miami Redskins. Dort konnte er in drei Saisons 68 Pässe für 1.036 Yards und 14 Touchdowns fangen. Im Anschluss spielte er eine Saison für die Green Bay Packers in der National Football League, welche ihn als End, Defensive Back und Punter einsetzten.

## Trainerkarriere

### Stationen
Seine Trainerkarriere begann Rush 1953 an der University of Dayton. Im Anschluss hatte er Trainerposten bei den Ohio States Buckeyes und an der University of Oklahoma. 1960 wurde er zum Head Coach der Toledo Rockets ernannt, jedoch nach drei Saisons entlassen. Im Anschluss wurde Rush von Weeb Ewbank zum Offensive Coordinator der New York Jets ernannt, mit welchen er den Super Bowl III gewann. Am 27. Januar 1969 wurde er zum Head Coach der Boston Patriots ernannt. Diese verließ er in der Mitte der Saison 1970, nachdem er einen Nervenzusammenbruch erlitt. Im März 1971 verpflichteten die Washington Redskins Rush, welcher jedoch bereits nach sechs Wochen wieder zurücktrat. Seine letzte Trainerstation hatte er 1976 an der Merchant Marine Academy, bei der er acht seiner neun Spiele gewann, ehe er nach Rebellion der Spieler gegen seine Taktiken entlassen wurde. Er verstarb 1980.

### Head Coach Statistik
| Jahr   | Team             | Siege | Niederlagen | Unentschieden | Siegquote |
| ------ | ---------------- | ----- | ----------- | ------------- | --------- |
| 1960   | Toledo Rockets   | 2     | 7           | 0             | .222      |
| 1961   | Toledo Rockets   | 3     | 7           | 0             | .300      |
| 1962   | Toledo Rockets   | 3     | 6           | 0             | .333      |
| 1969   | Boston Patriots  | 4     | 10          | 0             | .286      |
| 1970   | Boston Patriots  | 1     | 6           | 0             | .143      |
| 1976   | Merchant Marines | 8     | 1           | 0             | .888      |
| Gesamt | Gesamt           | 23    | 37          | 0             | .383      |